# True Blue - The Best of Sonic the Hedgehog
True Blue - The Best of Sonic the Hedgehog è un album che contiene varie canzoni del franchise Sonic the Hedgehog. Il CD è stato pubblicato il 23 gennaio 2008 esclusivamente in Giappone sotto l'etichetta discografica Wave Master Entertainment.

## Il disco
L'album contiene alcune canzoni che sono state composte per i giochi di Sonic a partire da Sonic CD a Sonic the Hedgehog. Alcune canzoni sono le stesse che sono state incise negli anni precedenti, altre invece sono cover o remix. Va notato, infine, che due canzoni dell'album (Live and Learn e What I'm Made of...) sono state rimasterizzate nell'agosto 2007 da Masahiro Fukuhara.

## Tracce
1. Live and Learn (2007 Remix/Remaster) – Crush 40
2. It Doesn't Matter (SA2 Version) – Tony Harnell
3. Escape from the City – Ted Poley & Tony Harnell
4. His World - Ali Tabatabaee & Matty Lewis from Zebrahead
5. Super Sonic Racing – TJ Davis
6. Sonic - You Can Do Anything – Keiko Utoku
7. Sonic Boom – Pastiche
8. Sonic Speed Riders – Runblebee
9. Race to Win – Ted Poley
10. Right There, Ride On – Hideki Naganuma
11. Sonic Heroes – Crush 40
12. What I'm Made of... (2007 Remix/Remaster) – Crush 40
13. Seven Rings in Hand – Steve Conte
14. His World (Zebrahead Version) – Zebrahead
15. It Doesn't Matter (SA1 Version) – Tony Harnell
16. Open Your Heart – Crush 40
17. A New Venture (Surfin' S.R.A. Remix) – Tahirih Walker
18. Angel Island Zone (SSBB Remix) – Jun Senoue
19. Seven Rings in Hand (Crush 40 Version) – Crush 40
20. Open Your Heart (Crush 40 vs. Bentley Jones Remix) – Crush 40 featuring Bentley Jones